# Raytheon T-1
Die T-1 Jayhawk ist ein zweistrahliger Jet-Trainer des US-amerikanischen Rüstungsherstellers Raytheon, der von der US Air Force für die Ausbildung von Piloten für Betankungs- und Transportflugzeugen genutzt wird. Als zweite Variante wurde für die japanischen Luftselbstverteidigungsstreitkräfte die kleinere T-400 entwickelt.

## Geschichte
Die T-1 wird vor allem in späteren Phasen der Pilotenausbildung für Transport- und Tankflugzeuge eingesetzt. Sie dient ebenfalls der Schulung von Navigatoren der US Air Force. Die T-1 ersetzte die North American T-39 Sabreliner. Die Jayhawk ist das zweite Flugzeugmuster der US-amerikanischen Streitkräfte mit der Bezeichnung „T-1“. Zuvor wurde bereits der T-1 Sea Star diese Aufgabenkennung zugeteilt.

## Konstruktion
Die T-1 ist eine militärische Version der Raytheon Beechjet 400. Im Cockpit ist Platz für einen Ausbilder und zwei Schüler. Angetrieben wird das Flugzeug von zwei Turbofan-Triebwerken, die dem Flugzeug eine Reisefluggeschwindigkeit von Mach 0,78 verleihen. Im Unterschied zum kommerziellen Flugzeug wurde die Struktur für mehr Landungen verstärkt, zusätzliche Maßnahmen gegen Vogelschlag getroffen und ein Zusatztank eingebaut.
Die meisten Flugzeuge der Basisversion wurden zwischen 1992 und 1997 ausgeliefert. Die erste Maschine erhielt die Reese Air Force Base in Texas im Januar 1992, das Training auf dieser Version begann 1993.

## Technische Daten

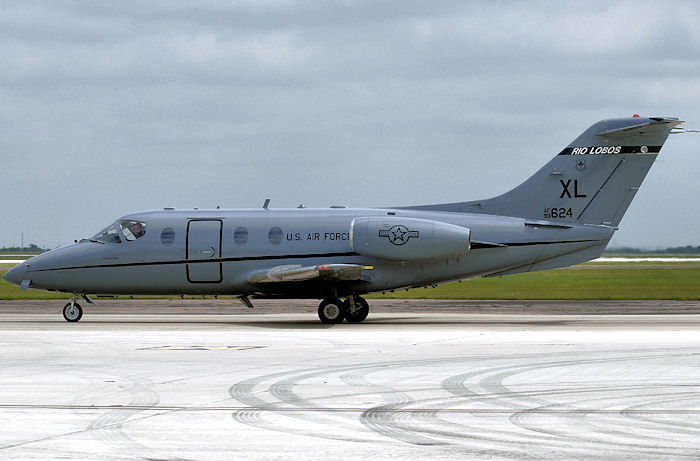
T-1 Jayhawk der 86th Flying Training Squadron (47th Flying Training Wing) auf der Laughlin AFB in Texas

| Kenngröße             | Daten                                                   |
| --------------------- | ------------------------------------------------------- |
| Besatzung             | 3                                                       |
| Länge                 | 14,75 m                                                 |
| Spannweite            | 13,25 m                                                 |
| Höhe                  | 4,24 m                                                  |
| Startmasse            | 7300 kg                                                 |
| Höchstgeschwindigkeit | 860 km/h (468 kt, Mach 0,78)                            |
| Dienstgipfelhöhe      | 41.000 ft (ca. 12.500 m)                                |
| Reichweite            | 3890 km (2100 NM)                                       |
| Triebwerke            | 2× Pratt & Whitney Canada JT15D-5B, je 2900 lbf (13 kN) |